# هومر دافنبورت
هومر دافنبورت (بالإنجليزية: Homer Calvin Davenport)‏ هو رسام كاريكاتير ورسام توضيحي أمريكي، ولد في 8 مارس 1867 في سيلفرتون في الولايات المتحدة، وتوفي في 2 مايو 1912 في نيويورك في الولايات المتحدة بسبب ذات الرئة.